# Статут Будве (средњовјековни)
Средњовјековни статут Будве је проучаван од историчара, али не у цјелини. У трезору Општине Будва (по одредбама поглавља V Статута) чуван је од средине 14. вијека као латински оригинал, а затим као италијански препис.

## Вријеме настанка
Текст Статута, какав је до нас дошао, настао је у вријеме владавине цара Стефана Уроша IV Душана у 14. вијеку. У самом тексту помиње се цар, као „господин цар“ (лат. Masser lo imperador) као и у Душановом законику. У средњем вијеку, ријеч „господин“ је имала значење поштовања, али и власти. Законске одредбе овог Статута се подударају са законским одредбама Србије онога времена.

## Језик статута
Као и сви остали статути градова у јужном јадранском приморју, оригинални Статут Будве је написан на средњовјековном латинском језику. Овај оригинал није сачуван, али је послужио приликом превода на италијански језик од стране млетачке власти, почетком 15. вијека (управљали су градом од 1442).

## Сачувани преписи
Од италијанског превода сачињено је више преписа, а сачувано их је шест. У Библиотеци Св. Марка, у Венецији, налазе се два рукописа (први потиче, вјероватно из друге половине XVII вијека, а други је из 1700). Други рукопис написан је хуманистичким писмом и има сасвим очувану боју мастила. Овај рукопис осим текста Статута, садржи: 1) Тарифу будванског општинског уреда; 2) Попис привилегија и одлука млетачких власти, које се односе на Будву; 3) Инвентар писама и наредаба генералних провидура за Далмацију и Албанију, који се тичу Будве и 4) Попис начелника града Будве. На крају, овај рукопис садржи инвентар Цркве Св. Ивана, сачињен 24. јуна 1691. године. Трећи препис се чувао у Архиву ЈАЗУ и потиче из 1854, а начињен је по препису из 1805. године (овјерио га је тадашњи секретар будванске општине, Стјепан Митров Љубиша). Четврти се препис чува у Задру, има само 279 поглавља (остали рукописи: 295) и садржи много превилегија из 15. и 16. вијека. Пети је рукопис из Сплита, вјероватно из 1805. године, а шести (начињен према задарском рукопису) чува се у Цавтату, у Библиотеци Валтазара Богишића.
Сви наведени рукописи, осим млетачких, потичу од преписа који је 1653. године израдио Крсто Ивановић. У својој изјави Ивановић је навео да је преписивао са оригинала, али се ова његова тврдња не може односити на првобитни оригинал, који је редигован за вријеме српског цара: првобитни текст Статута није могао бити написан на италијанском. Оригинал на који се позива Ивановић – може се односити на неки каснији препис, који се чувао у општинском трезору. Млетачки препис овог Статута, као најкоректнији и најтачнији, превео је 1882. године Шиме Љубић, а објавио га је ЈАЗУ — Загреб.

## Темељи
Прије појаве овог Статута, постојале су појединачне одлуке општинског вијећа, а које су садржавале једну или више норми, чија је примјена била обавезујућа. Непосредан узрок доношења Статута је жеља владајуће феудалне класе да у новој ситуацији озакони ранију аутономију и тиме осигура свој повлашћени положај и даљу експлоатацију класе кметова. Статут се темељи на обичајном праву, под утицајем римско-витантијског права и прилагођен је средини и приликама које су владале у том подручју.

## Галерија
- Правно уређење средњовјековне будванске комуне
- Статут Будве